# Lost Angel
Lost Angel is een Amerikaanse dramafilm uit 1943 onder regie van Roy Rowland. De hoofdrollen worden vertolkt door kindster Margaret O'Brien, James Craig en Marsha Hunt. Het scenario van de film zou gebaseerd zijn op het verhaal "Mama's Angel" van Angna Enters.

## Verhaal
In het Instituut voor Kinderpsychologie krijgt een vondeling, die "Alpha" wordt gedoopt, een experimentele wetenschappelijke opvoeding om te zien of op die manier een genie kan gecreëerd worden. Op zesjarige leeftijd kan het meisje Chinees spreken, schaken en harp spelen en heeft ze de algebra en de veldtochten van Napoleon bestudeerd.
Krantenreporter Mike Regan moet tegen zijn zin een artikel over haar schrijven. Hij ontdekt dat Alpha ondanks haar liefdevolle opvoeding de geneugten van een kindertijd heeft moeten missen. Mikes beweringen wekken de nieuwsgierigheid van Alpha en ze sluipt voor het eerst in haar leven naar buiten om Mike terug te zien. Op weg naar de krant geniet ze van de bezienswaardigheden van New York. Mike, die allesbehalve blij is om haar te zien, neemt haar noodgedwongen mee op een afspraakje met zijn vriendin, nachtclubzangeres Katie Mallory. Aanvankelijk heeft Alpha een hekel aan Katie, ze blijkt idolaat te zijn van Mike. Door Katie's vriendelijkheid draait ze bij.
Door een uitbraak van mazelen in het instituut is Mike genoodzaakt om enkele dagen voor Alpha te zorgen. In die tijd sluit ze vriendschap met Packy Roost, een ontsnapte gevangene die veroordeeld is voor moord. Hij vraagt Mike om ene Lefty Moran te vinden die hem vrij kan pleiten. Met tegenzin spoort Mike hem op en hij blijkt de moordenaar te zijn, zodat Packy vrijgesproken wordt. 
Wanneer de professoren hun proefkonijn komen terughalen, wil Alpha niet mee, maar Mike wil de verantwoordelijkheid voor het meisje niet op zich nemen. Als Mike Katie ten huwelijk vraagt, wijst ze hem echter af vanwege zijn slappe gedrag. Hij neemt ver weg een baan, maar de treurende Alpha eet en slaapt niet meer. Uiteindelijk krijgt Mike wroeging en voegt hij zich weer bij Alpha en Katie.

## Rolverdeling
| Acteur            | Personage               | Opmerkingen        |
| ----------------- | ----------------------- | ------------------ |
| Margaret O'Brien  | Alpha                   |                    |
| James Craig       | Mike Regan              |                    |
| Marsha Hunt       | Katie Mallory           |                    |
| Philip Merivale   | Professor Peter Vincent |                    |
| Henry O'Neill     | Professor Josh Pringle  |                    |
| Donald Meek       | Professor Catty         |                    |
| Keenan Wynn       | Packy Roost             |                    |
| Alan Napier       | Dr. Woodring            |                    |
| Sara Haden        | Rhoda Kitterick         |                    |
| Kathleen Lockhart | Mrs. Catty              |                    |
| Walter Fenner     | Professor Endicott      |                    |
| Howard Freeman    | Professor Richards      |                    |
| Elisabeth Risdon  | Mrs. Pringle            |                    |
| Robert Blake      | Jerry                   | als Bobby Blake    |
| Ava Gardner       | Hat Check Girl          | niet op aftiteling |
| Ray Walker        | Trainer                 |                    |